# Närpark
En närpark är en liten park som ska vara minst en hektar. Parken ska också ligga på ett avstånd mellan 150 och 300 meter från bostaden och ska kunna nås på ett trafiksäkert sätt. Närparker ska ge utrymme både för lek och lugna platser.